# Palazzo Vecchio
Het Palazzo Vecchio (Nederlands: Oude Paleis, ook bekend als het Palazzo della Signoria of het Palazzo del Popolo zoals het in de tijd van de Florentijnse Republiek werd genoemd) was honderden jaren lang het belangrijkste gouvernementele gebouw van de stad Florence. Eerst als zetel van de Signoria, het republikeinse bestuur en later onder de Groothertogen van Toscane. Feitelijk was het overnemen en verbouwen van het Palazzo door groothertog Cosimo I een van de belangrijkste mijlpalen in de geschiedenis van de stad. In de periode 1865–1871, toen Florence de hoofdstad was van het Koninkrijk Italië, werd de mooiste zaal, de Salone dei Cinquecento als parlement gebruikt.
Het hoofdgebouw werd tussen 1298 en 1314 voor een groot gedeelte naar een ontwerp van Arnolfo di Cambio gebouwd en daarna met aanbouwen voltooid. De massieve rustica-bekleding van de gevel wordt onderbroken door marmeren tweebogenvensters en vooruitspringende rondbogen die in de bovenbouw van de toren worden herhaald. Deze toren werd op de grondslagen van een voorganger - de Faraboschi-toren - opgericht en voltooid met arcadebogen op het bovenstuk.
Cosimo I liet ook de Corridoio Vasariano aanleggen, een overdekte loopbrug die het palazzo verbindt met het Uffizi en verder via de Ponte Vecchio met het Palazzo Pitti. Door deze corridor kon men ongestoord en zelfs tijdens oproer heen en weer lopen.
Het Palazzo Vecchio, gelegen aan het Piazza della Signoria, is tegenwoordig een museum waarin werken van onder andere Donatello, Mantegna en Pontormo te bewonderen zijn, hoewel de collectie niet zo belangwekkend is vergeleken bij die van musea als de Uffizi, het Palazzo Pitti of de Galleria dell'Accademia in Florence. Voor het Palazzo Vecchio staat een negentiende-eeuwse replica van Michelangelo's David. In het Palazzo bevindt zich ook het dodenmasker van Dante.

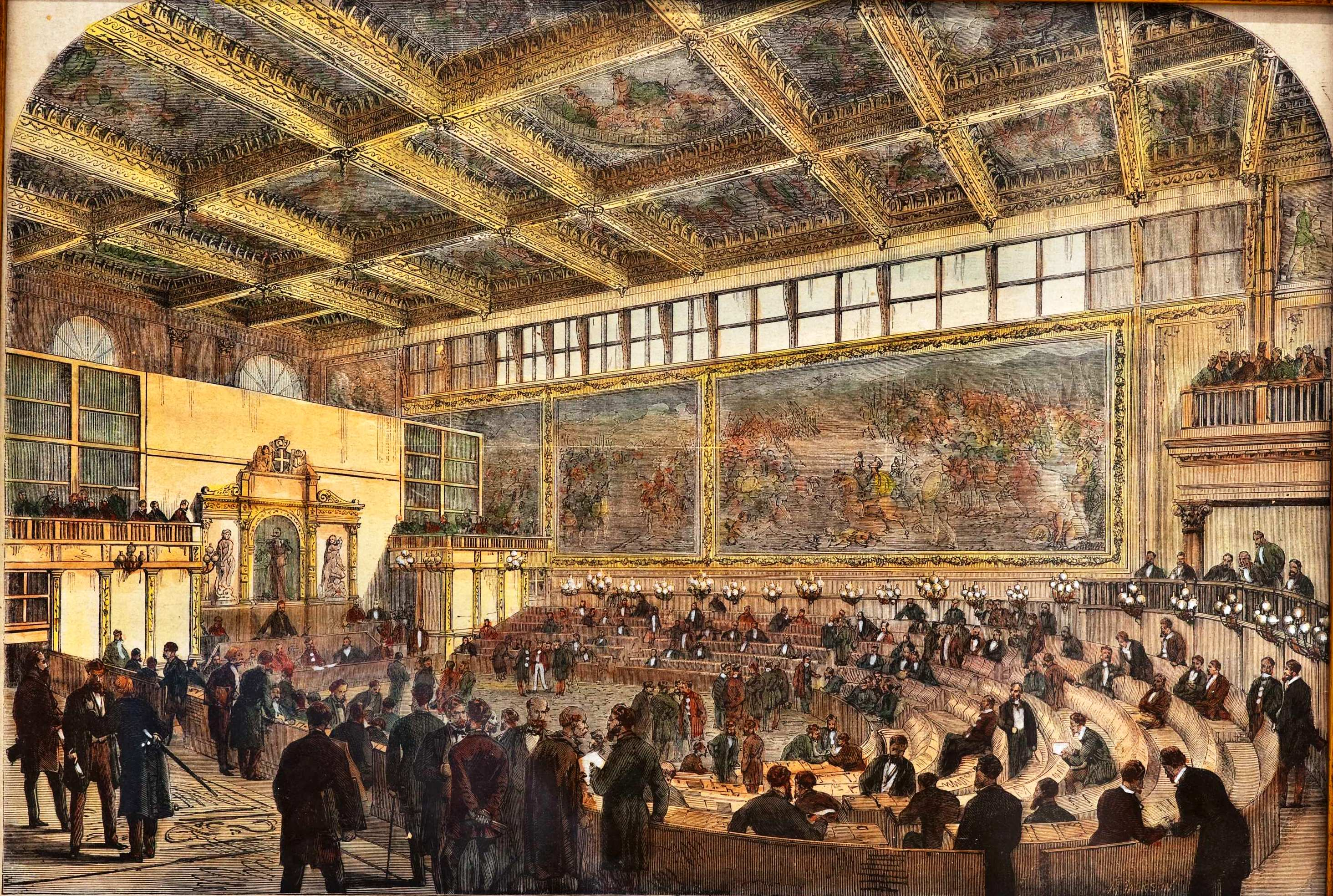
Salone dei Cinquecento (Zaal van de Vijfhonderd) toen deze gebruikt werd door het parlement van Italië.
(1865)

Een belangrijke zaal is de Salone dei Cinquecento (de zaal van de vijfhonderd). Deze zaal van ca 52 bij 23 meter en 18 meter hoog werd in 1495 aangelegd door Simone del Pollaiolo en zonder pilaren om het plafond te ondersteunen, wat voor die tijd bijzonder was. De zaal moest plaats kunnen bieden aan 500 mensen. De muren hadden oorspronkelijk beschilderd zullen worden door de rivaliserende Michelangelo en Leonardo da Vinci maar beiden maakten hun werk niet af, mede doordat het werk van da Vinci mislukte omdat hij nieuwe technieken wilde uitproberen. Zowel de muren als het plafond zijn bekleed met grote schilderijen van Giorgio Vasari.

## Indeling
- Salone dei Cinquecento (Zaal van de Vijfhonderd) gebouwd in 1495, ontworpen en gedecoreerd door Giorgio Vasari met het beeld De Overwinning van Michelangelo en centraal in het plafond Vasari's de apotheose van Cosimo I.
- Studiolo di Francesco I
- Appartement van paus Leo X
- Appartementen van de Elementen, met werken van Vasari
- Appartement van Eleonora di Toledo
- Appartement van de voornamen van de gilden
- Sala delle Mappe (Zaal met 53 geografische kaarten van Ignazio Danti en Stefano Bonsignori)
- Audiëntie-zaal, met plafond van Benedetto da Maiano en fresco's van Francesco Salviati uit 1550
- Sala dei Gigli (Lelie-zaal) met bronzen beeld van Judith en Holofernes van Donatello

## Galerij

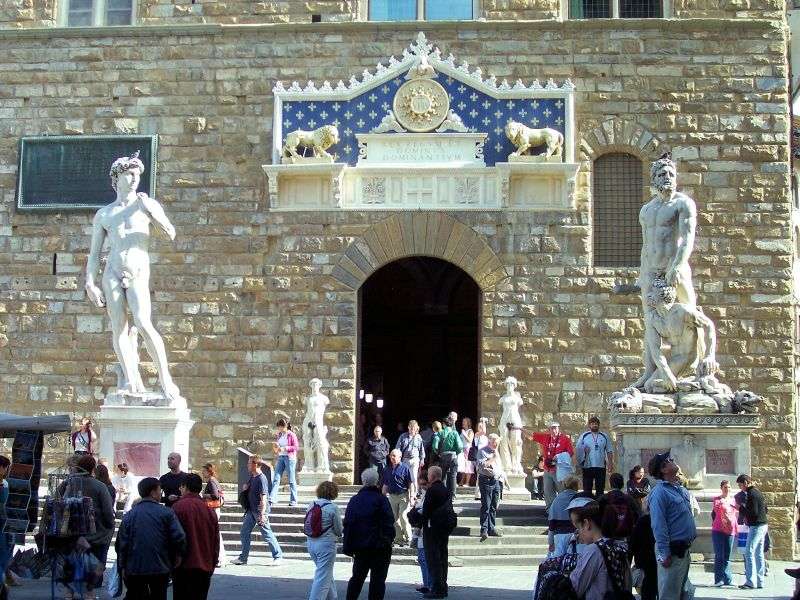
Ingang van het palazzo
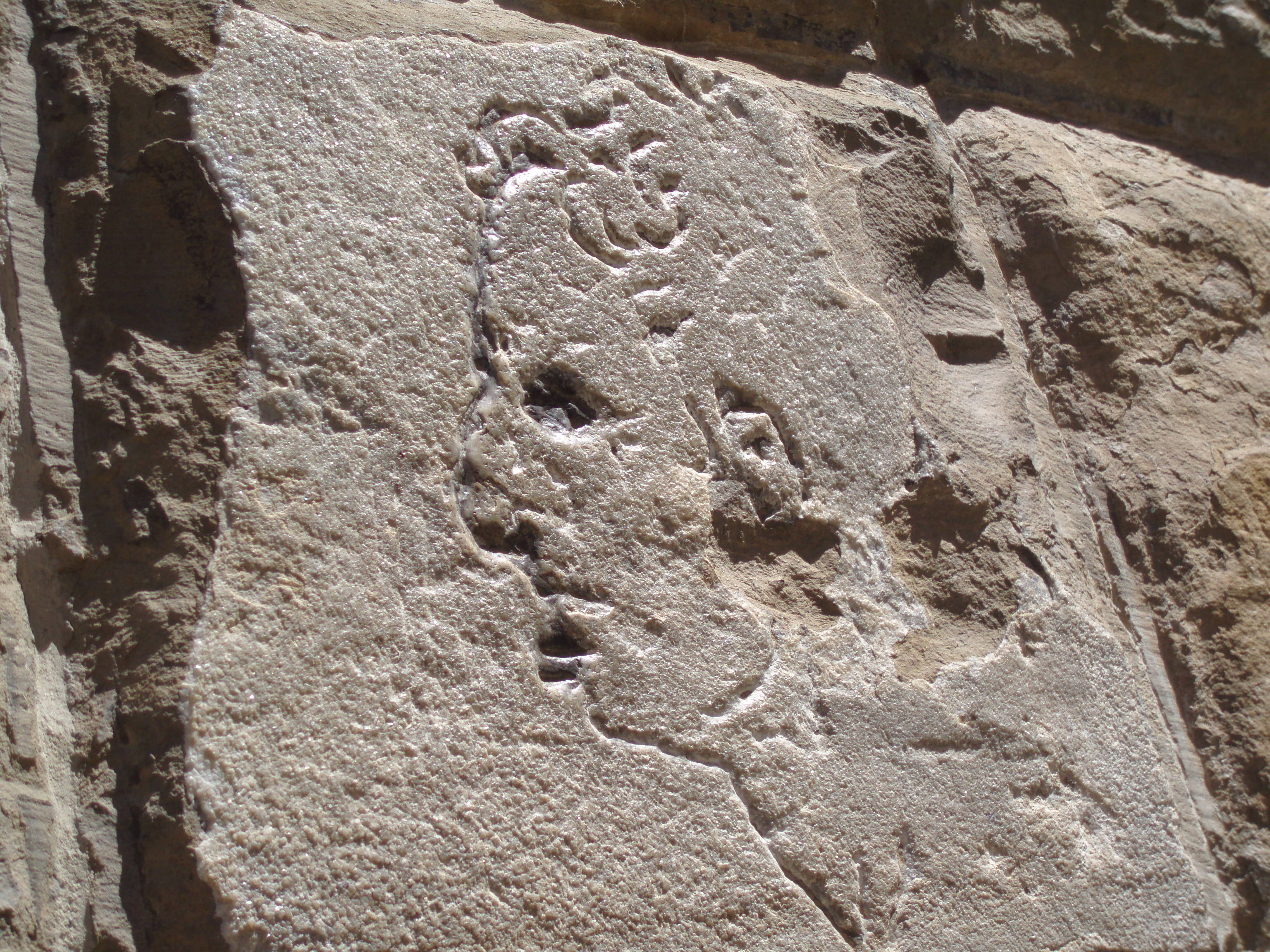
Tekening van een onbekend persoon naast de toegang. Volgens een lokale anekdote is deze door Michelangelo gemaakt.
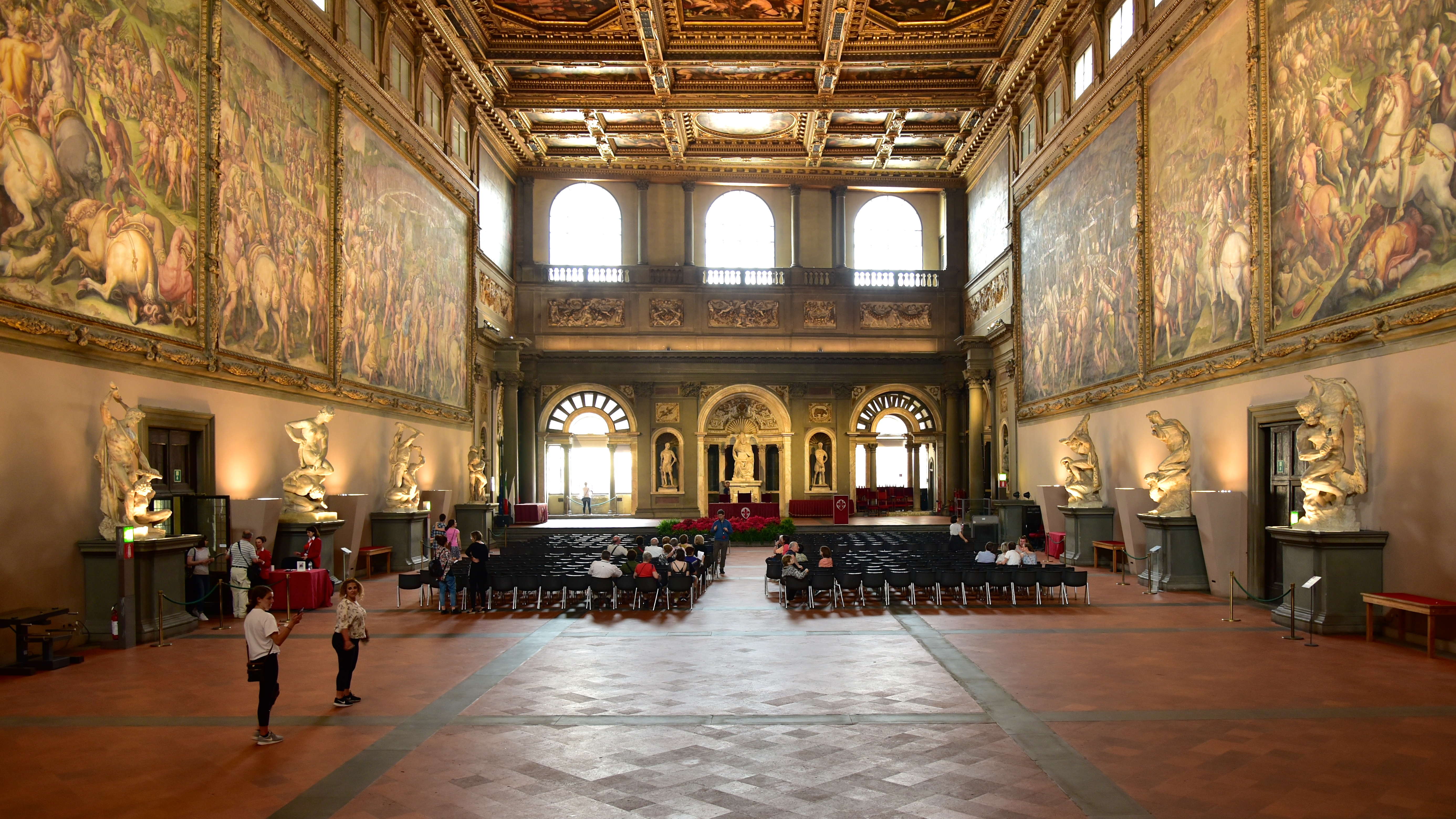
Salone dei Cinquecento (Zaal van de Vijfhonderd)
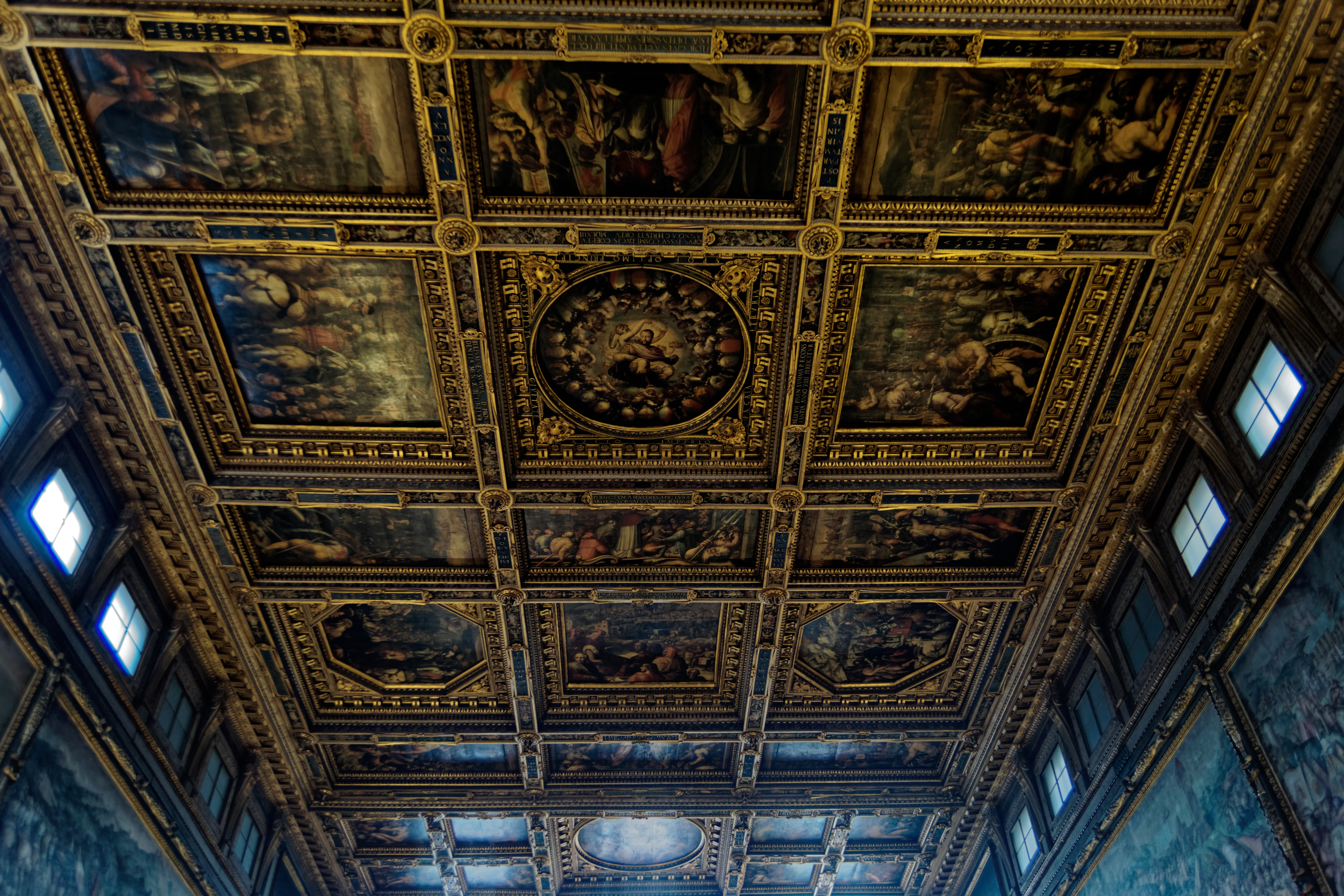
Het plafond van de Salone dei Cinquecento
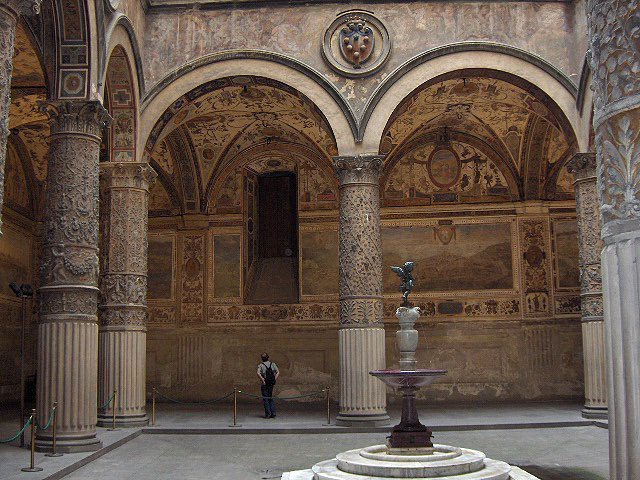
De binnenplaats
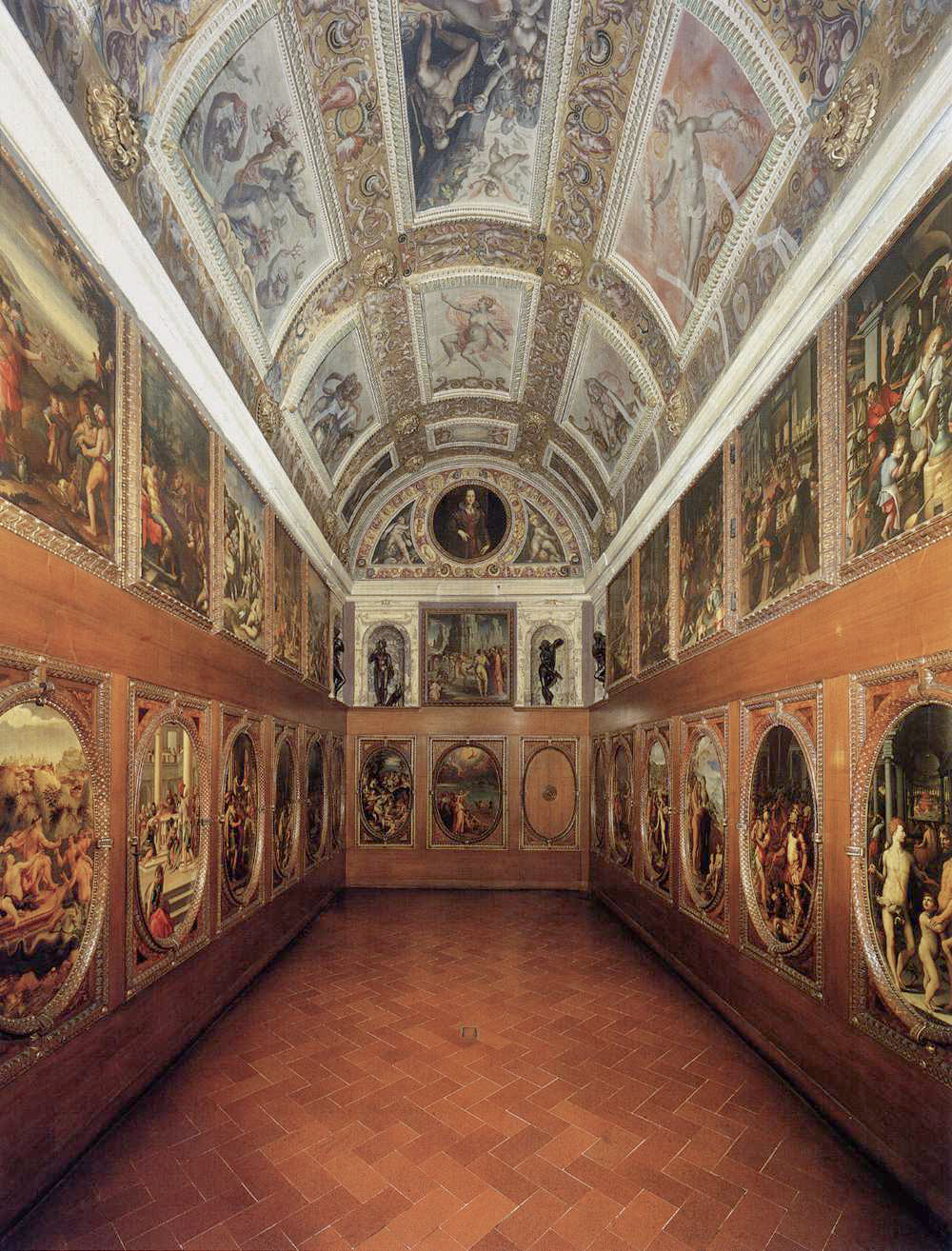
Studiolo di Francesco I
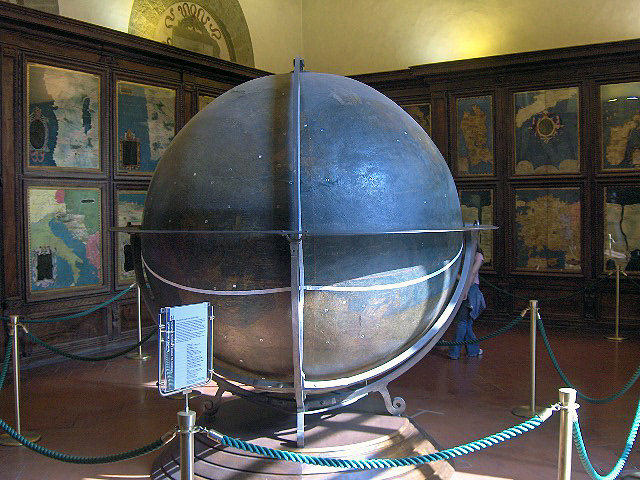
Zaal met geografische kaarten aan de wanden en grote wereldbol in het midden
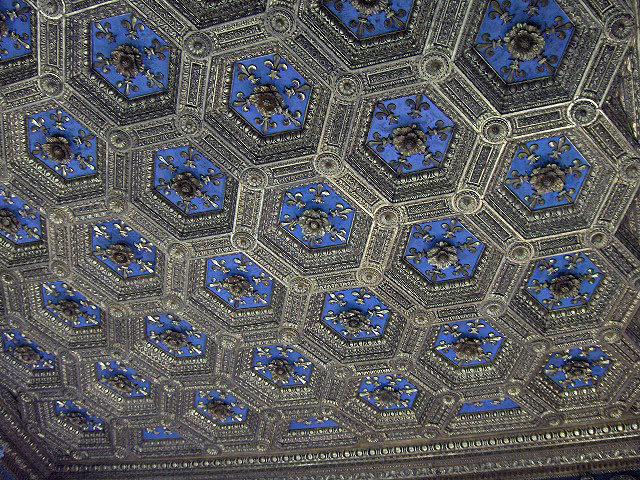
Plafond van de Lelie-zaal